# Như Quỳnh (diễn viên)
Như Quỳnh (sinh ngày 10 tháng 5 năm 1954), tên đầy đủ là Nguyễn Như Quỳnh, là một diễn viên điện ảnh người Việt Nam. Bà nổi tiếng qua nhiều vai diễn trong các phim như Bài ca ra trận, Đến hẹn lại lên, Ngày lễ Thánh và được nhà nước Việt Nam phong tặng danh hiệu Nghệ sĩ nhân dân.

## Tiểu sử
Như Quỳnh, tên khai sinh là Nguyễn Như Quỳnh, sinh ngày 10 tháng 5 năm 1954 trong một gia đình có truyền thống nghệ thuật tại Hà Nội. Ông ngoại của bà là cụ Nguyễn Gia Túc, một nghệ sĩ và là thầy dạy bộ môn Cải lương nổi tiếng vào thập niên 1950, bố mẹ của bà là hai nghệ sĩ cải lương Tiêu Lang và Kim Xuân, đều là diễn viên sân khấu của Đoàn Cải lương Chuông Vàng. Thuở nhỏ, bà hay được đưa đi sinh hoạt tại Cung thiếu nhi Hà Nội và được thu âm một số ca khúc thiếu nhi phát trên Đài Tiếng nói Việt Nam. Năm 1970, Như Quỳnh tốt nghiệp khoa Cải lương khóa đầu tiên của Trường Nghệ thuật Hà Nội (nay là Trường Cao đẳng Nghệ thuật Hà Nội) và về công tác tại Đoàn Cải lương Chuông Vàng. 

## Sự nghiệp
Năm 1973, Như Quỳnh được đạo diễn Trần Đắc mời tham gia bộ phim Bài ca ra trận, đây là vai diễn điện ảnh đầu tiên của bà. Năm 1974, bà tiếp tục đóng vai cô Nết trong bộ phim Đến hẹn lại lên của đạo diễn Trần Vũ, với vai diễn này, Như Quỳnh đoạt Giải Nữ diễn viên chính xuất sắc tại Liên hoan phim Việt Nam lần thứ 3 tổ chức vào năm 1975, khi mới 21 tuổi. Sau đó, Như Quỳnh tiếp tục tham gia bộ phim Ngày lễ Thánh của đạo diễn Bạch Diệp và Mối tình đầu của đạo diễn Hải Ninh, sau khi hoàn thành bộ phim Mối tình đầu, bà bỏ hẳn công việc cải lương để chuyên tâm theo sự nghiệp điện ảnh, về đầu quân cho Xưởng phim truyện Việt Nam, tiếp tục tham gia hàng loạt bộ phim khác của xưởng như Hà Nội mùa chim làm tổ, Hi vọng cuối cùng, Sẽ đến một tình yêu, Đêm miền yên tĩnh và nhiều bộ phim khác trong thời kì đổi mới đất nước.
Thập niên 1990–2000, Như Quỳnh lại tiếp tục gây ấn tượng với hình tượng người phụ nữ chín tuổi, chín chắn ở ngoại hình và cảm xúc như trong phim Bỏ trốn, Hạnh phúc qua đám mây màu và Bến không chồng. Bà cũng được mời tham gia trong nhiều dự án phim hợp tác với nước ngoài như Những mảnh đời rừng (hợp tác với Đức), Hai cô con gái ông chủ vườn thảo dược (hợp tác với Pháp) và Cô dâu vàng (hợp tác với Hàn Quốc). Bà còn xuất hiện trong phim của các đạo diễn nước ngoài và Việt kiều như Đông Dương của đạo diễn Regis Wargnier, Mùa hè chiều thẳng đứng của đạo diễn người Pháp gốc Việt Trần Anh Hùng, Hạt mưa rơi bao lâu của đạo diễn người Đức gốc Việt Đoàn Minh Phượng và Áo lụa Hà Đông của đạo diễn người Mỹ gốc Việt Lưu Huỳnh.
Năm 2006, Như Quỳnh đoạt Giải Cánh diều 2005 cho Nữ diễn viên phụ xuất sắc phim truyện điện ảnh trong bộ phim Chuyện của Pao. Cuối năm 2007, bà giành giải thưởng Diễn viên nước ngoài xuất sắc Hàn Quốc do Đài truyền hình SBS trao tặng với vai bà mẹ trong bộ phim Cô dâu vàng (Hãng phim truyện I và SBS hợp tác sản xuất). Ngoài công việc diễn viên, bà cũng làm người mẫu tham gia khá nhiều chương trình quảng cáo trên truyền hình.
 
Bà được Nhà nước Việt Nam phong danh hiệu Nghệ sĩ ưu tú năm 1988 và Nghệ sĩ nhân dân năm 2007.

## Đời tư
Như Quỳnh lập gia đình với nghệ sĩ nhiếp ảnh Nguyễn Hữu Bảo (em trai của nhà quay phim Nguyễn Hữu Tuấn và đạo diễn Nguyễn Hữu Luyện) vào năm 1980 và có hai con gái là Đan Huyền và Đan Khuê.

## Tác phẩm

### Điện ảnh
Danh sách này không đầy đủ, bạn cũng có thể giúp mở rộng danh sách.
| Năm  | Phim                                      | Vai                  | Đạo diễn                            | Ghi chú     | Nguồn  |
| ---- | ----------------------------------------- | -------------------- | ----------------------------------- | ----------- | ------ |
| 1973 | Bài ca ra trận                            | Mai                  | NSND Trần Đắc                       | [ a ]       |        |
| 1974 | Đến hẹn lại lên                           | Nết                  | NSND Trần Vũ                        | [ b ]       |        |
| 1976 | Ngày lễ Thánh                             | Ái                   | NSND Bạch Diệp                      | [ c ]       |        |
| 1977 | Mối tình đầu                              | Diễm Hương           | NSND Hải Ninh                       | [ d ]       |        |
| 1978 | Hà Nội mùa chim làm tổ                    | Nguyệt               | NSƯT Đức Hoàn                       |             |        |
| 1981 | Hi vọng cuối cùng                         | Vân                  | NSND Trần Phương                    | [ e ]       |        |
| 1983 | Sẽ đến một tình yêu                       | Dung                 | NSND Phạm Văn Khoa                  |             |        |
| 1984 | Đêm miền yên tĩnh                         | Chiêu                | NSND Trần Phương, Nguyễn Hữu Luyện  |             |        |
| 1985 | Cơn lốc biển                              | Phụng                | NSND Nguyễn Khắc Lợi                |             |        |
| 1987 | Duyên nợ                                  | Hiền                 | Nguyễn Hữu Luyện                    |             |        |
| 1988 | Những mảnh đời rừng                       | Nam                  | NSND Trần Vũ, Jörg Foth             |             |        |
| 1989 | Số đỏ                                     | Bà Văn Minh          | NSƯT Hà Văn Trọng, Lộng Chương      |             |        |
| 1989 | Lá ngọc cành vàng                         | Bà tham              | Phó Bá Nam, Vũ Châu                 |             |        |
| 1989 | Gánh hàng hoa                             | Liên                 | NSND Trần Đắc                       |             |        |
| 1992 | Đông Dương                                | Cô Sao               | Regis Wargnier                      |             |        |
| 1995 | Xích lô                                   | Bà chủ               | Trần Anh Hùng                       |             |        |
| 1996 | Bỏ trốn                                   | Bà Mai               | NSND Phạm Nhuệ Giang                |             |        |
| 1996 | Nước mắt thời mở cửa                      | Mẹ Trinh             | Lưu Trọng Ninh                      |             |        |
| 1996 | Hạnh phúc qua đám mây màu                 | Bác sĩ Thu           | NSƯT Hà Văn Trọng, Nguyễn Huy Hoàng |             |        |
| 1997 | Trưởng ban dân số                         | Vợ Nhất              | NSƯT Trần Trung Nhàn                |             |        |
| 1998 | Khoảng vỡ                                 | Huệ Anh              | NSND Nguyễn Thanh Vân               |             |        |
| 2000 | Mùa hè chiều thẳng đứng                   | Sương                | Trần Anh Hùng                       |             |        |
| 2001 | Bến không chồng                           | Hơn                  | Lưu Trọng Ninh                      | [ f ]       |        |
| 2004 | Những cô gái chân dài                     | Mẹ Ngọc              | Vũ Ngọc Đãng                        | [ g ]       |        |
| 2005 | Hạt mưa rơi bao lâu                       |                      | Đoàn Minh Phượng                    |             |        |
| 2006 | Chuyện của Pao                            | Bà Kía               | Ngô Quang Hải                       | [ h ] [ i ] |        |
| 2006 | Hai cô con gái của ông chủ vườn thảo dược | Giám đốc cô nhi viện | Đới Tư Kiệt                         |             |        |
| 2006 | Áo lụa Hà Đông                            | Bà Phán              | Lưu Huỳnh                           | [ j ]       |        |
| 2007 | Người đến từ Phum núi                     | Bà Tê Hun            | Nguyễn Xuân Thành                   |             |        |
| 2007 | Sài Gòn Nhật thực                         | Bà Tú                | Othello Khánh                       |             | [ 16 ] |
| 2009 | Chơi vơi                                  | Bà Thu               | Bùi Thạc Chuyên                     |             |        |
| 2010 | Vũ điệu đam mê                            |                      | NSƯT Nguyễn Đức Việt                |             |        |
| 2011 | Lời nguyền huyết ngải                     | Bà lão câm           | Bùi Thạc Chuyên                     |             |        |
| 2015 | Người trở về                              | Mẹ San               | Đặng Thái Huyền                     |             |        |
| 2019 | Người vợ ba                               | Bà Vú                | Nguyễn Phương Anh                   |             |        |
| 2023 | Chạm vào hạnh phúc                        | Mẹ Bà Nhàn           | Nguyễn Mai Long                     |             |        |

### Truyền hình
| Năm  | Phim                   | Vai diễn           | Đạo diễn                                       | Kênh        | Nguồn |
| ---- | ---------------------- | ------------------ | ---------------------------------------------- | ----------- | ----- |
| 1995 | 12A và 4H              | Bà Quang           | Bùi Thạc Chuyên, Trần Quốc Trọng               | VTV1        |       |
| 1995 | Sông Hồng reo          | Hạnh               | Nguyễn Hữu Luyện, NSƯT Trần Trung Nhàn         | H           |       |
| 1996 | Chuyện không đăng báo  | Phượng             | Nguyễn Hữu Tuấn                                | VTV3        |       |
| 2000 | Dải lụa                | Sư cụ Đàm Tú       | Lê Cường Việt                                  | VTV3        |       |
| 2001 | Đôi bờ                 | Thảo               | Lê Ngọc Linh                                   | VTV1        |       |
| 2001 | Hương dẻ               | Mẹ Na              | Vinh Hương                                     | HTV         |       |
| 2002 | Hoa xương rồng         | Phượng             | Nguyễn Hữu Luyện                               | VTV3        |       |
| 2005 | Cô dâu Việt            | Bà Phượng          | Nguyễn Quang, Đoàn Anh Dũng                    | VTV3        |       |
| 2005 | Vượt qua thử thách     | Bà Thép            | Phi Tiến Sơn, Nguyễn Hữu Luyện, Trịnh Lê Phong | VTV3        |       |
| 2007 | Cô dâu vàng            | Mẹ nhân vật Jin-ju | Woon Goon Il                                   | SBS & HTV3  |       |
| 2008 | Rượu cần đêm mưa       | Mẹ Sa              | Nguyễn Đức Việt                                |             |       |
| 2009 | Kén dâu như ý          |                    | Lê Cường Việt                                  | VTV1        |       |
| 2010 | Blog nàng dâu          | Bà Loan            | NSƯT Mai Hồng Phong                            | VTV3        |       |
| 2011 | Tháng củ mật           | Bà Hòa             | NSƯT Nguyễn Danh Dũng                          | VTV1        |       |
| 2011 | Làm bố thật tuyệt      | Bà Minh            | Nguyễn Mạnh Hà                                 | VTV3        |       |
| 2012 | Những công dân tập thể | Bà Mai             | NSƯT Vũ Trường Khoa                            | VTV1        |       |
| 2012 | Mặt nạ da người        | Bà Trang           | NSƯT Mai Hồng Phong                            | VTV3        |       |
| 2012 | Ông tơ hai phẩy        | Bà Phương          | NSƯT Nguyễn Danh Dũng                          | VTV1        |       |
| 2015 | Sóng ngầm              | Bà Mai             | Nguyễn Mạnh Hà                                 | VTV1        |       |
| 2015 | Khép mắt chờ ngày mai  | Bà Mỹ              | NSƯT Vũ Trường Khoa                            | VTV3        |       |
| 2015 | Lời ru mùa đông        | Bà Trương          | NSƯT Mai Hồng Phong                            | VTV1        |       |
| 2020 | Đừng bắt em phải quên  | Bà Dịu             | Vũ Minh Trí                                    | VTV1 & VTV3 |       |
| 2021 | Hương vị tình thân     | Bà Dần             | NSƯT Nguyễn Danh Dũng                          | VTV1        |       |
| 2022 | Hành trình công lý     | Bà Giang           | NSƯT Nguyễn Mai Hiền                           | VTV3        |       |
| 2024 | Không thời gian        | Bà Hồi             | NSƯT Nguyễn Danh Dũng, Nguyễn Đức Hiếu         | VTV1        |       |